# Herrarnas trampolin i gymnastik vid olympiska sommarspelen 2024
Herrarnas trampolin i gymnastik vid olympiska sommarspelen 2024 avgjordes den 2 augusti 2024 i Bercy Arena i Paris. 16 gymnaster från 15 nationer deltog i tävlingen. Det var 7:e gången grenen fanns med i ett OS. Den har funnits med i varje upplaga av OS sedan 2000.
Herrarnas trampolin i OS 2024 avgjordes i två omgångar, kval och final. I kvalet kunde gymnasterna utföra två serier och den bästa av dem utgjorde slutresultatet. I finalen utförde gymnasterna endast en serie. Varje series poäng baserades på summan av fyra olika delpoäng som var D-poäng för svårighetsgrad (Difficulty), E-poäng för genomförande (Execution), T-poäng för tid i luften (Time of Flight) och H-poäng för horisontell förskjutning (Horizontal Displacement).
I finalen vann Ivan Litvinovitj guldet med 63,090 poäng, silvret gick till Wang Zisai på 61,890 poäng och Yan Langyu fick bronset med 60,950 poäng. Litvinovich vann guldet i OS 2020 under den belarusiska flaggan men tävlade som AIN i OS 2024.

## Deltagare
Det fanns 16 kvotplatser i herrarnas trampolin vid olympiska spelen 2024. Upp till tre nationella olympiska komittér (NOK) kunde få två kvotplatser medan alla andra nationer kunde bara få en.
Minst 4 och max 8 kvoter kunde gå till de åtta bästa i världsmästerskapen i gymnastik 2023 (beroende på hur många gymnaster var från samma nation) och upp till 12 kvoter kunde gå till de bästa i världscupen i trampolin 2023 och 2024 (beroende på hur många kvoter redan bilivit tilldelade). Kvoterna gick till gymnasternas NOK och inte till gymnasterna själva som vann dem.
De 16 kvalificerade gymnasterna tävlade i kvalomgången den 2 augusti och de 8 bästa gick vidare till finalen.

## Schema
Alla tider är CET.
| Datum     | Tid   | Omgång |
| --------- | ----- | ------ |
| 2 augusti | 18:00 | Kval   |
| 2 augusti | 19:50 | Final  |
| Referens: |       |        |

## Kval
Av de 16 deltagande gymnaster i kvalet tog sig de 8 bästa till finalen och nästa 2 var reserver. Varje gymnast kunde utföra två serier varav den bästa utgjorde gymnastens resultat.
| 1         | Ivan Litvinovitj (AIN)    | 63,420 | 42,580 | 63,420 | Q  |
| 2         | Wang Zisai (CHN)          | 60,950 | 62,230 | 62,230 | Q  |
| 3         | Yan Langyu (CHN)          | 61,420 | 62,220 | 62,220 | Q  |
| 4         | Dylan Schmidt (NZL)       | 59,510 | 60,810 | 60,810 | Q  |
| 5         | Gabriel Albuquerque (POR) | 59,750 | 31,070 | 59,750 | Q  |
| 6         | Pierre Gouzou (FRA)       | 58,520 | 59,100 | 59,100 | Q  |
| 7         | Zak Perzamanos (GBR)      | 58,800 | 59,030 | 59,030 | Q  |
| 8         | Ángel Hernández (COL)     | 57.900 | 58,640 | 58,640 | Q  |
| 9         | Danil Mussabayev (KAZ)    | 58,070 | 52,550 | 58,070 | R1 |
| 10        | Aliaksei Shostak (USA)    | 57,350 | 6,120  | 57,350 | R2 |
| 11        | Fabian Vogel (GER)        | 29,120 | 56,890 | 56,890 | —  |
| 12        | Rayan Dutra (BRA)         | 56,370 | 56,210 | 56,370 | —  |
| 13        | Brock Batty (AUS)         | 55,890 | 23,150 | 55,890 | —  |
| 14        | David Vega (ESP)          | 55,620 | 28,160 | 55,620 | —  |
| 15        | Benny Wizani (AUT)        | 54,990 | 12,460 | 54,990 | —  |
| 16        | Ryusei Nishioka (JPN)     | 24,710 | 35,750 | 35,750 | —  |
| Referens: |                           |        |        |        |    |

## Final
I finalen utförde gymnasterna en serie. Summan av fyra delpoäng utgjorde varje series resultat:
| D-poäng | = Svårighetsgrad (Difficulty)                        |
| E-poäng | = Genomförande (Execution)                           |
| T-poäng | = Tid i luften (Time of Flight)                      |
| H-poäng | = Horisontell förskjutning (Horizontal Displacement) |

| Plac.     | Idrottare                 | D- poäng | E- poäng | T- poäng | H- poäng | Straff | Totalt |
| --------- | ------------------------- | -------- | -------- | -------- | -------- | ------ | ------ |
| 1         | Ivan Litvinovitj (AIN)    | 18,400   | 16,700   | 18,490   | 9,500    |        | 63,090 |
| 2         | Wang Zisai (CHN)          | 18,000   | 17,000   | 17,590   | 9,300    |        | 61,890 |
| 3         | Yan Langyu (CHN)          | 17,800   | 16,600   | 17,850   | 8,900    | -0,200 | 60,950 |
| 4         | Zak Perzamanos (GBR)      | 18,500   | 14,300   | 17,540   | 9,500    |        | 59,840 |
| 5         | Gabriel Albuquerque (POR) | 18,000   | 15,500   | 17,240   | 9,000    |        | 59,740 |
| 6         | Pierre Gouzou (FRA)       | 17,100   | 15,600   | 16,940   | 9,300    |        | 58,940 |
| 7         | Ángel Hernández (COL)     | 16,000   | 13,700   | 15,250   | 8,200    |        | 53,150 |
| 8         | Dylan Schmidt (NZL)       | 6,300    | 5,000    | 5,500    | 2,700    |        | 19,500 |
| Referens: |                           |          |          |          |          |        |        |